# الصليب أمام القصر الرئاسي (وارسو)

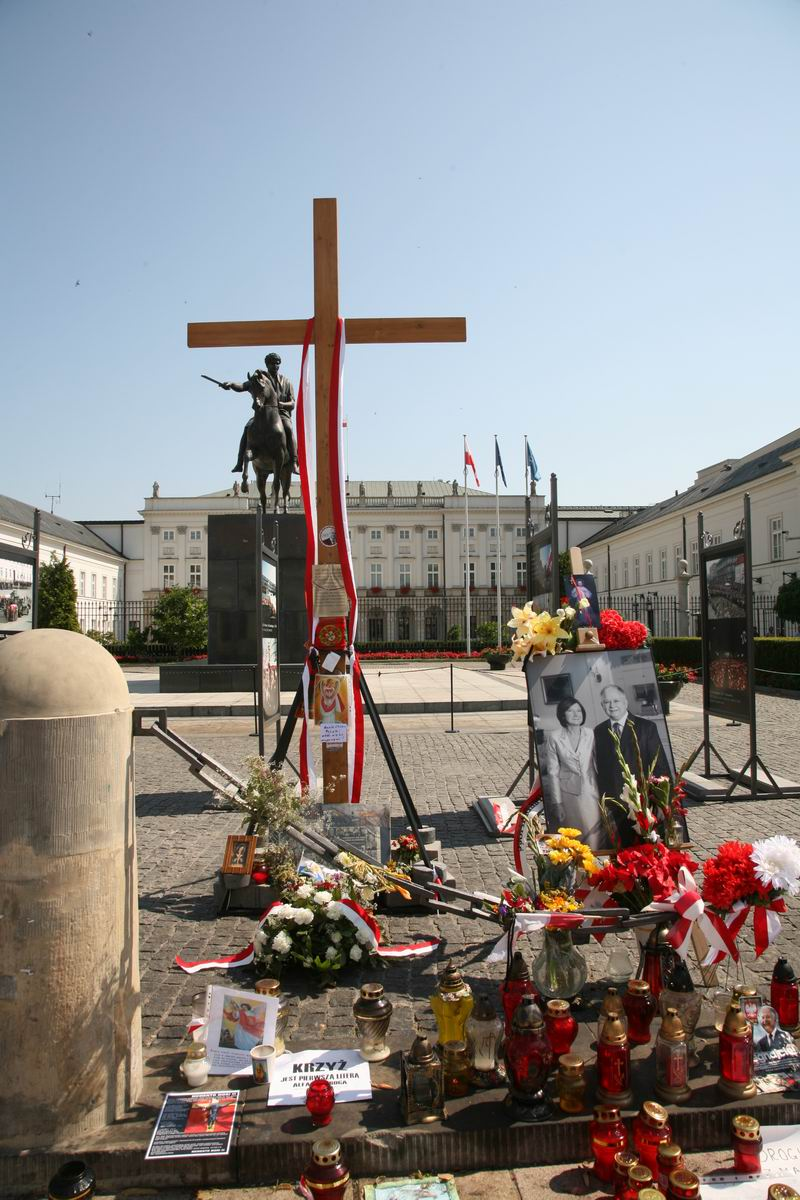
الصليب أمام القصر الرئاسي في وارسو.

الصليب أمام القصر الرئاسي في وارسو والمعروف أيضاً باسم صليب سمولينسك (بالبولنديَة:krzyż smoleński) هو عبارة عن تقاطع خشبي ونصب تذكاريًا لذكرى 96 ضحية من حادثة تحطم الطائرة توبوليف تو 154 عام 2010. وتم نقلها لأول مرة إلى المصلى في القصر الرئاسي في 16 سبتمبر من عام 2010، وفي 10 نوفمبر من عام 2010، وانتقل مرة أخرى هذه المرة إلى كنيسة القديسة حنة في وارسو، حيث منصوب حاليا. كان هذا الخلاف مثيراً للجدل، حيث أثار جدلاً في المجتمع البولندي ووسائل الإعلام حول قضايا الفصل بين الكنيسة والدولة والسياسة والدين والوطنية.

## الجدال
أثار الصليب نقاشًا كبيرًا في المجتمع البولندي ووسائل الإعلام حول الطريقة الصحيحة لتكريم ضحايا حادث تحطم الطائرة في أبريل، وتحديد موقع الصليب في مكان عام، والعلاقات بين الدولة البولندية والكنيسة الكاثوليكية، والإجراءات المتخذة من قبل الحكومة البولندية. وكان ينظر إلى الصليب كرمز لهذه المناقشة. وأنقسمت الكنيسة الكاثوليكية في بولندا حول هذه القضية، حيث دعم العديد من المسؤولين الكنسيين لإزالة الصليب والذي أدى إلى خروجهم من حركة المدافعين.

### وسائل الإعلام
خصصت وسائل الإعلام البولندية اهتمامًا كبيرًا لهذا الحدث. وفي أغسطس كان لدى جميع شبكات الأخبار البولندية الرئيسية فرق مراقبة الوضع على مدار 24 ساعة في اليوم. وكشف تحليل أجراه المجلس الوطني للإذاعة أن المحطات البولندية كرست قدراً كبيراً من الوقت لتغطية الأحداث ذات الصلة. في ما يتعلق بالتغطية الإخبارية على القنوات العادية، تم أخذ الصدارة بواسطة قناة TVP1 (57 دقيقة)، يليها قناة TVP2 (42 دقيقة)، وقناة TVN (39 دقيقة) وقناة Polsat (35 دقيقة)، وبين القنوات الإخبارية البولندية تصدرت قناة TVN24 (366 دقيقة) تلاها TVP (95 دقيقة). أما بالنسبة للتغطية غير الإخبارية مثل المناقشات والتحليل تصدرت قناة TVN24 (279 دقيقة)، تليها قناة TVP Info (249 دقيقة)، وقناة TVP2 (33 دقيقة).